# Nazionale femminile di pallamano della Russia
La nazionale russa di pallamano rappresenta la Russia nelle competizioni internazionali e la sua attività è gestita dalla Federazione di pallamano della Russia (HFR). Nella sua storia ha vinto per una volta l'oro olimpico (nel 2016) e per quattro volte il campionato mondiale (nel 2001, nel 2005, nel 2007, nel 2009).

## Storia

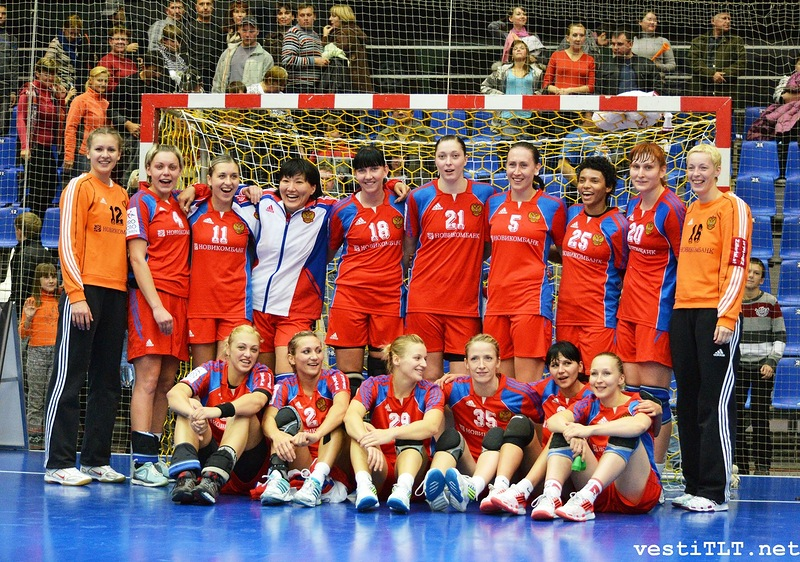
La nazionale russa nel 2011.

## Palmarès

### Olimpiadi
- (2016)
- (2008, 2020)

### Mondiali
- (2001, 2005, 2007, 2009)
- (2019)

### Europei
- (2006, 2018)
- (2000, 2008)